# Dreine
Dreine ist eine Ortschaft von Wipperfürth im Oberbergischen Kreis im Regierungsbezirk Köln in Nordrhein-Westfalen (Deutschland).

## Lage und Beschreibung
Die Ortschaft liegt im Nordosten von Wipperfürth auf einem Höhenrücken zwischen den Talsperren Neyetalsperre und Schevelinger Talsperre. Erschlossen ist die Ortschaft durch die Verbindungsstraße zwischen Harhausen und Kreuzberg. Nachbarorte sind Hönnige, Meddenbick, Fliegeneichen und Niederscheveling. Der in die Hönnige mündende Bach Dreine entspringt im Ort.
In der aus acht Häusern bestehenden Ortschaft befinden sich zwei unter Denkmalschutz stehende Kreuze – das Hofkreuz (1887) bei Dreine 1 und das Wegekreuz (1788) bei Dreine 3.
Politisch wird der Ort durch den Direktkandidaten des Wahlbezirks 3 (030) Nordöstliches Stadtgebiet im Rat der Stadt Wipperfürth vertreten.

## Geschichte
1371 wird der Ort Dreine erstmals unter dem Namen „Dryne“ genannt. Die Karte Topographia Ducatus Montani aus dem Jahre 1715 zeigt vier Höfe und bezeichnet sie mit „Dreinen“. Die Topographische Aufnahme der Rheinlande von 1825 zeigt „Dreien“ mit umgrenztem Hofraum und neun einzelnen Gebäudegrundrissen. Ab der Preußischen Uraufnahme von 1840 bis 1844 wird der heute gebräuchliche Name „Dreine“ verwendet.

## Busverbindungen
Über die in Wipperfürth Harhausen gelegene Bushaltestelle der Linie 338 (VRS/OVAG) ist eine Anbindung an den öffentlichen Personennahverkehr gegeben.

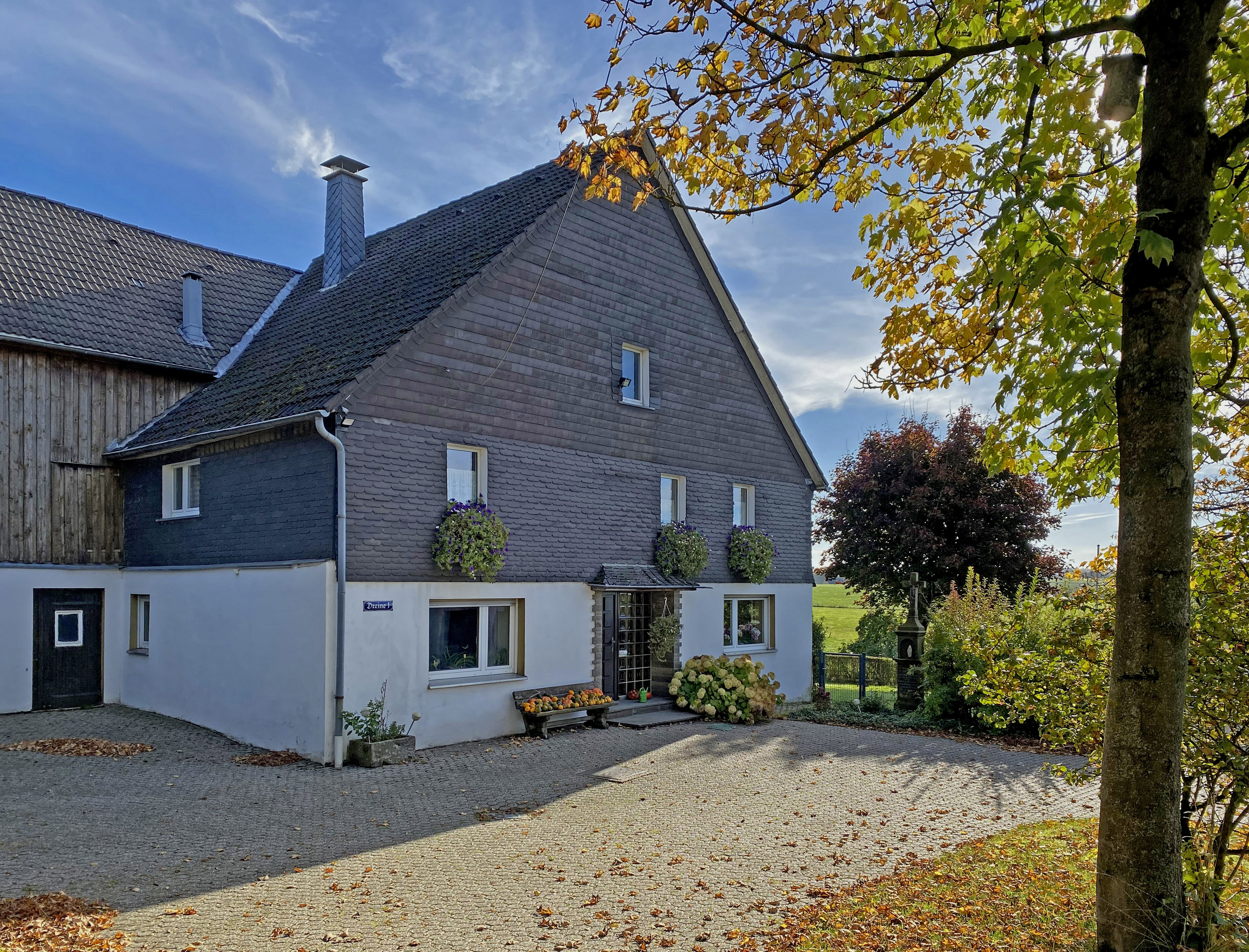
Hof Dreine 1
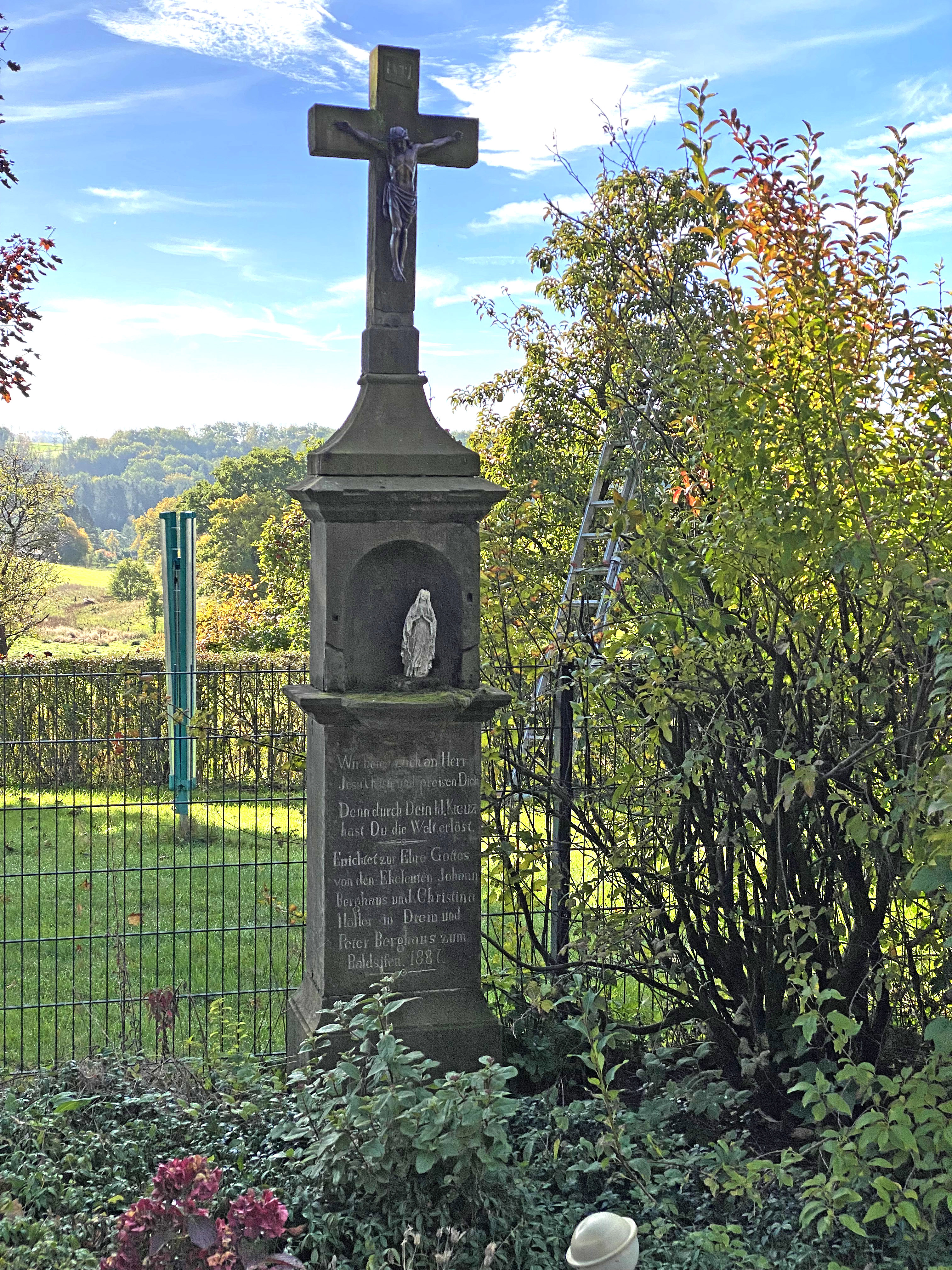
Hofkreuz bei Dreine 1
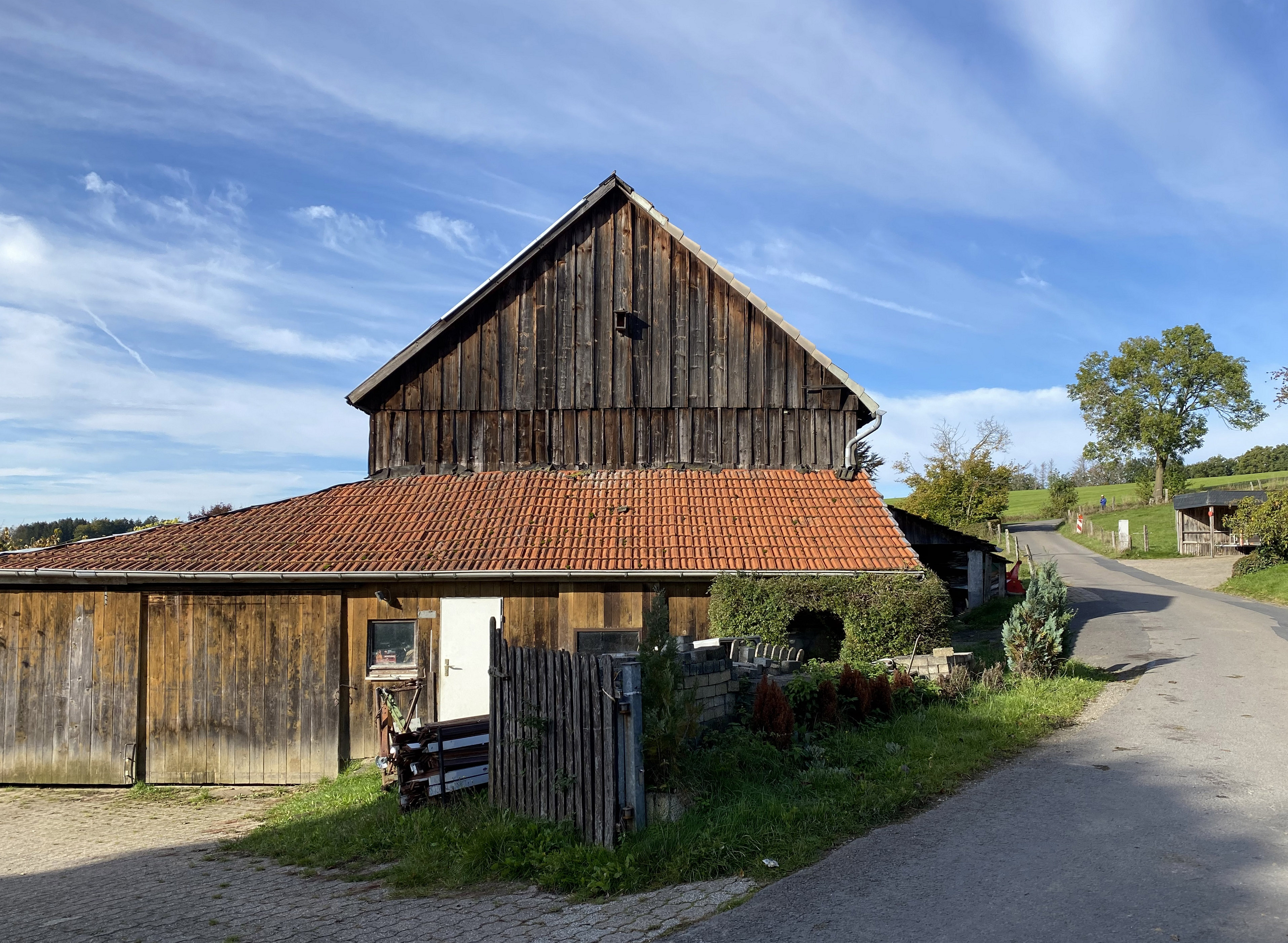
Holzscheune in Dreine
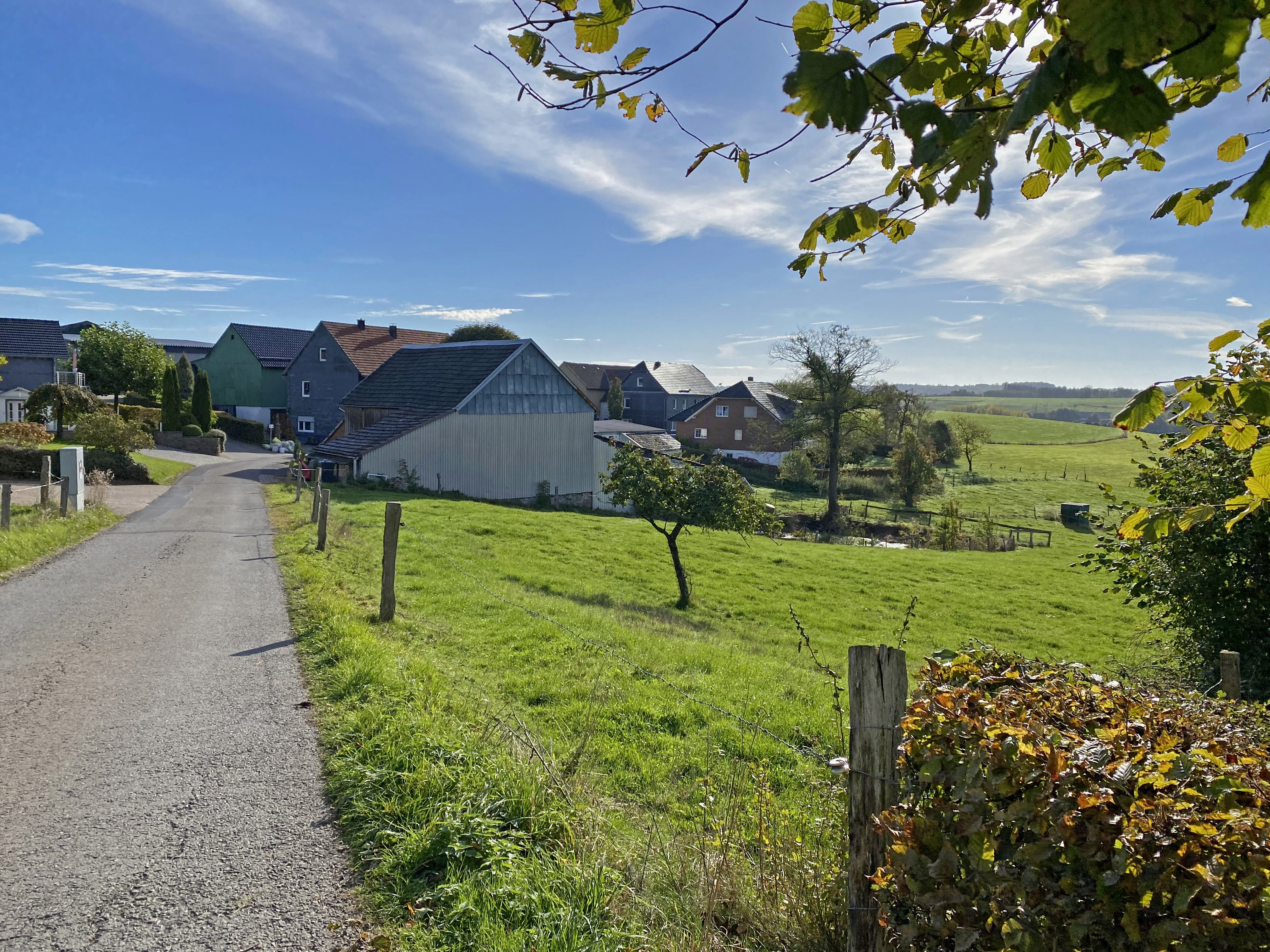
Dreine
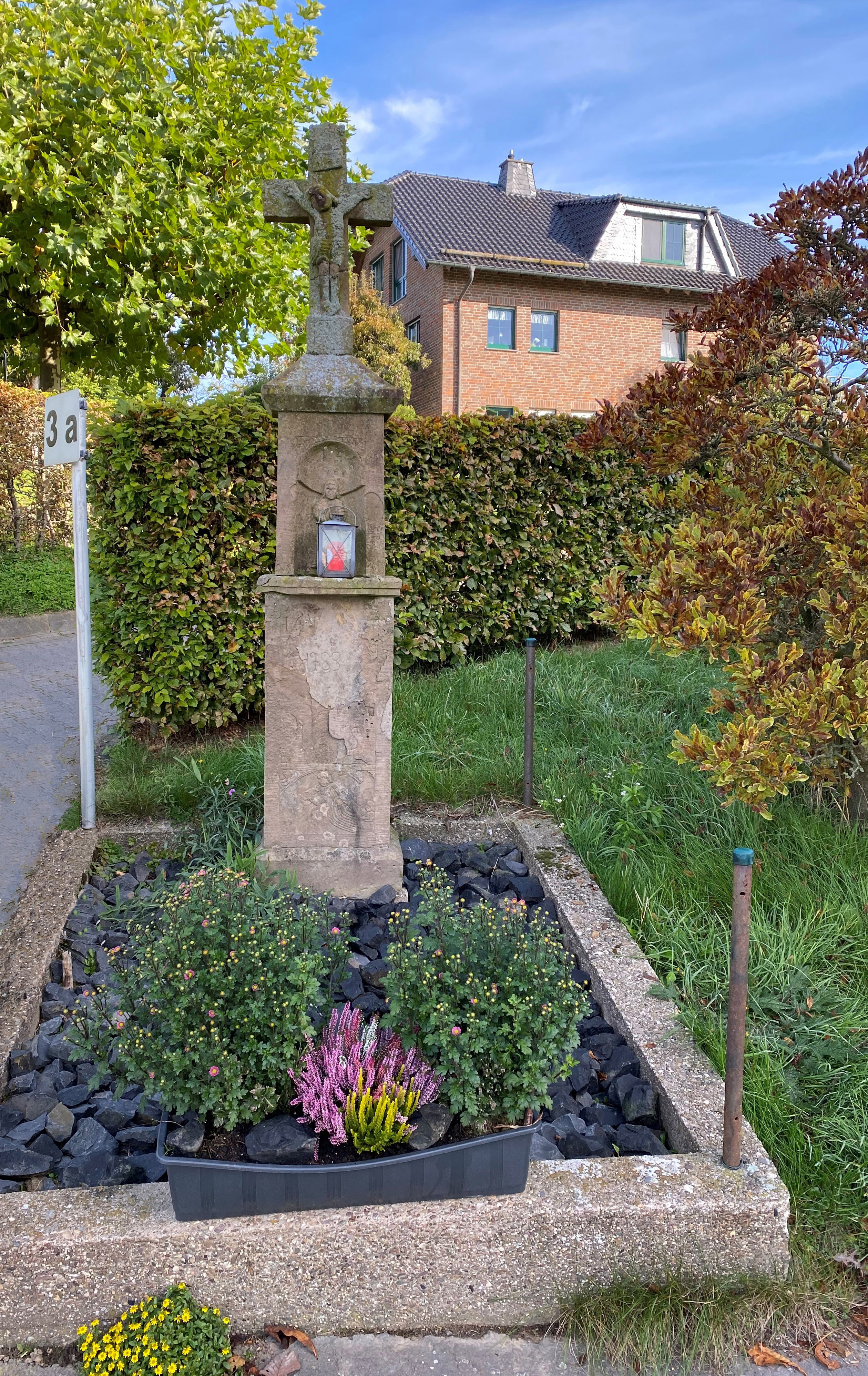
Wegekreuz bei Dreine 3
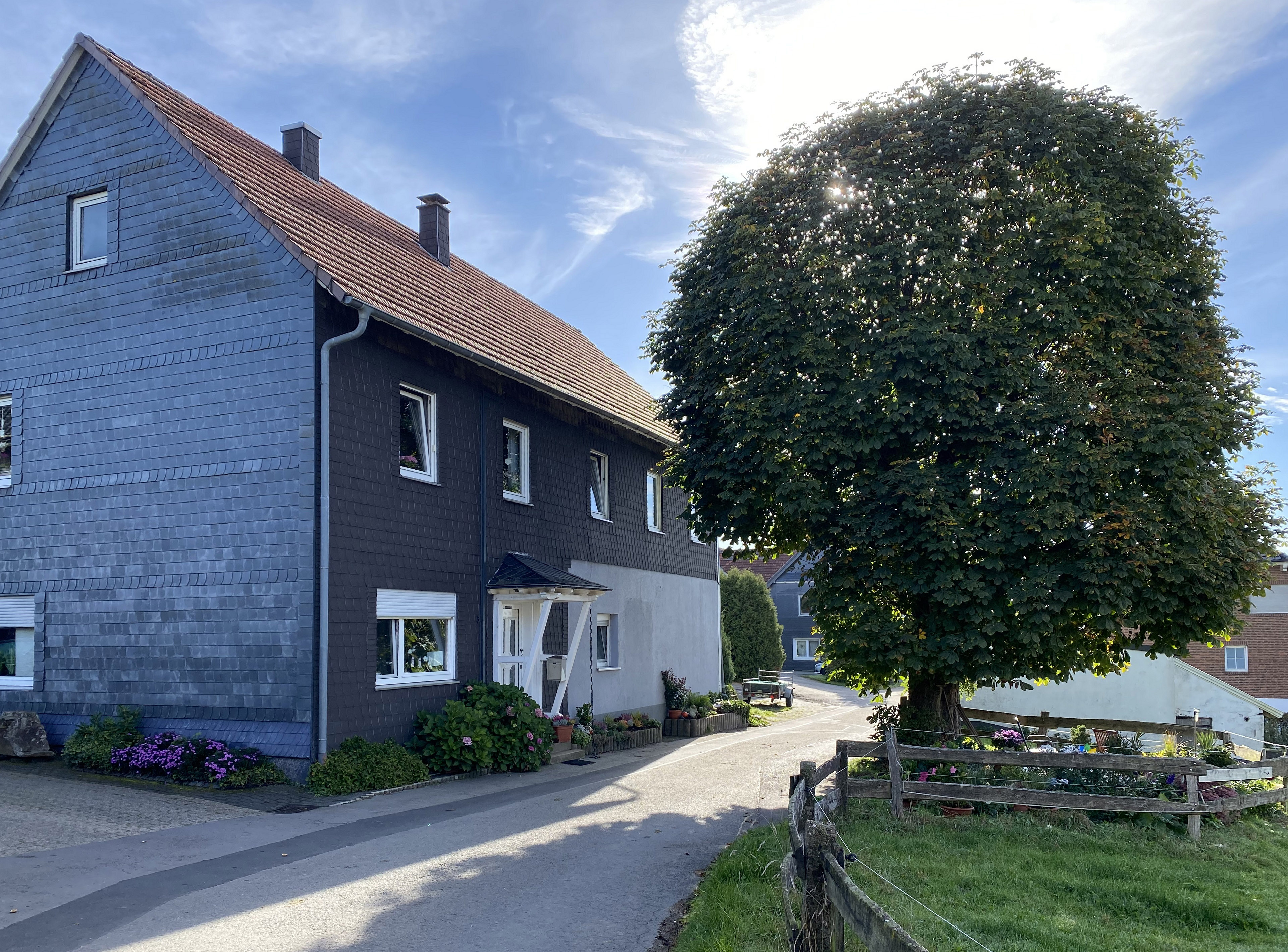
Dreine 3